# Durian Jangak
Durian Jangak is een bestuurslaag in het regentschap Deli Serdang van de provincie Noord-Sumatra, Indonesië. Durian Jangak telt 1847 inwoners (volkstelling 2010).